# Skrock
Skrock är föreställningar där vissa vardagliga händelser anses ha en övernaturlig effekt. Folklore innehåller i regel vissa element av skrock. Detsamma gäller folktro, som dock är mer seriös och skrocket blir en del av detaljerna i längre framställningar. En person eller kultursfär som baserar sin världsbild på skrock och folktro anses vara skrockfull. Ett närliggande begrepp är vidskepelse.
Skrock går oftast ut på att ett visst dagligt beteende skulle påverka väder eller ge tur eller otur, särskilt inom äldre tiders sjöfart, jakt, fiske och jordbruk.

## Exempel på gammalt skrock
- Om man blir hastigt sjuk, kan det bero på att man blivit krummad, det vill säga kramad av en gast. Den sjuka kan botas genom att man ovanför denne (knappast över, som det står i källan) stöper (smälter) bly eller tenn. Denna tro har omhuldats i Värmland och Närke.[1]
- Blir du villad av skogs-snuan, så kräng tröjan avig och läs Fader vår avigt.[2]
- Inom västerbottnisk folktro sades kråkor, Corvus cornix, orsaka hudsprickor på fötterna om man på fastande mage hörde dess kraxande om våren.[3]
- Till sjöss har funnits mycket skrock: Att vissla till sjöss var strängt förbjudet för det sades frammana djävulen eller stormar. Att avsegla på en fredag gav otur men söndagar var bra avseglingsdagar. Sjöfåglar, särskilt albatrossen var skyddad från jakt, då den ansågs bära döda sjömäns själar. Att ha kvinnor med på ett skepp gav otur

## Exempel på modernt skrock
- Att gå på A-brunnar ger otur.[4]

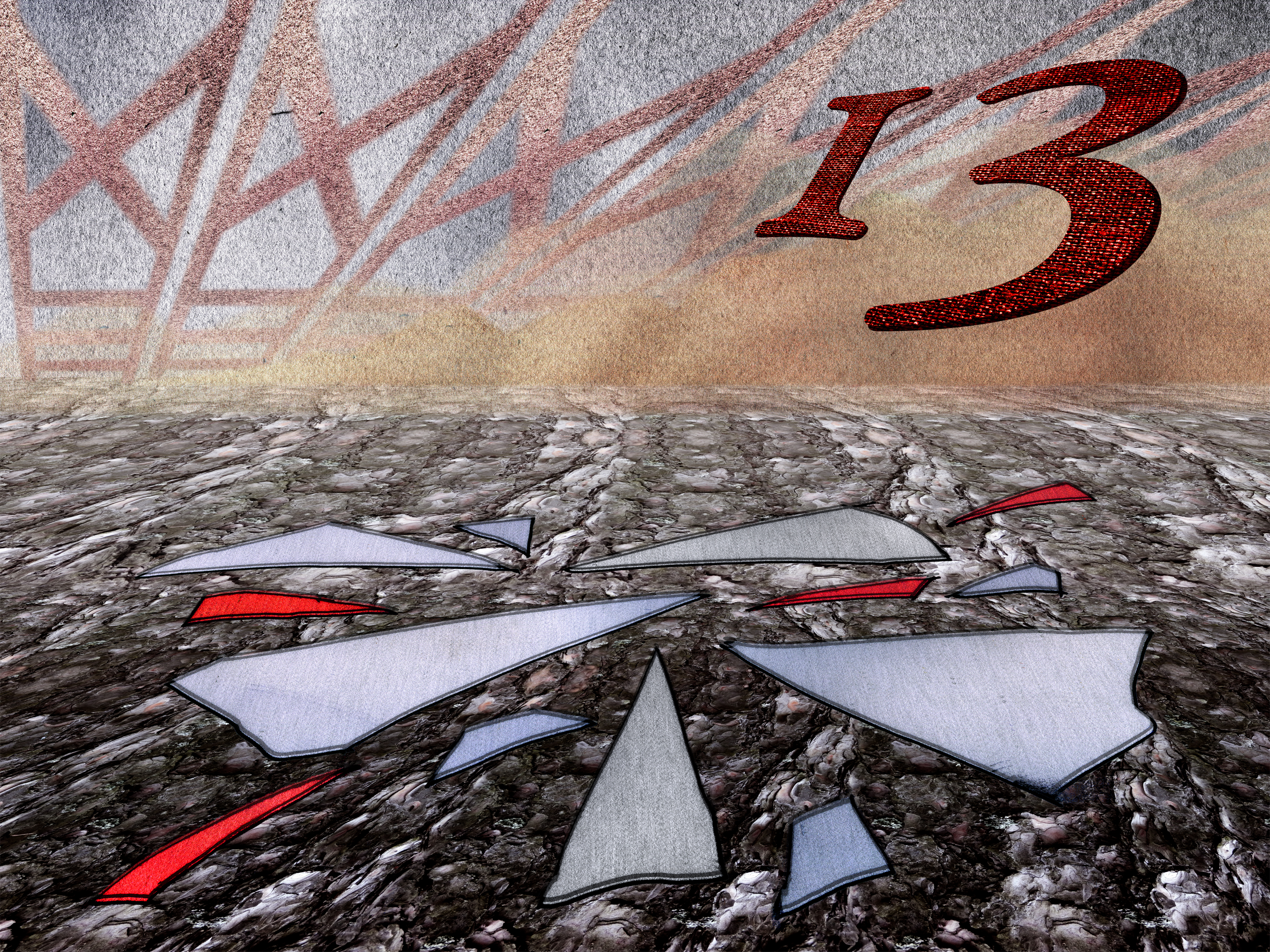
Krossad spegel och talet 13 är sådant som ger otur.

- Att lägga nycklar på bord ger otur.
- Om man ser en svart katt gå över vägen, så betyder det otur. Det är särskilt illa, om katten kommer från vänster. Man kan avvärja oturen genom att spotta tre gånger (ofta över axeln)[5] direkt efter att katten passerat, alternativt säga: tvi, tvi, tvi.
- Att gå under en stege ger tre veckors otur.
- Att ta in ljung betyder död.
- Man ska knacka med knogen i trä och komplettera med ramsan peppar, peppar ta i trä för att förhindra att något otrevligt man sagt ska drabba en, när man sagt att det gått bra, detta för att inte utmana ödet.

Exempel: "Prognoserna säger att det blir fint väder, och mina föräldrar hade bara sol när de var där. Peppar, peppar..."
- Fredagen den trettonde oktober är enligt sägen en otursdag av många anledningar. Långfredag var den dag då Jesus korsfästes.
- Att fälla upp ett paraply inomhus betyder otur.
- Talet 13 är ett oturstal i västerländsk, liksom 4 är det i japansk, kinesisk och koreansk folktro. Men fyrklöver betyder tur i västerlandet.
- 9 är ett lyckotal i några asiatiska länder. Att vara född 1999–09–09 anses ge en enorm lycka i livet för dem då födda. Särskilt bra sägs det gå för den som dessutom är född exakt kl 0909, 0919, 1909 eller kl 1919.
- Att nysa betyder bland annat att ens fiende nämner ens namn. Att säga prosit (latin väl bekomme / må det gagna) avvärjer oturen. Denna förklaring till prosit är en variation av en annan tro, nämligen att en nysning skulle hjälpa vid till exempel spanska sjukan. Man nyste ut det onda.
- Att råka nysa när man ska gå/åka någonstans betyder otur. Om man stannar några sekunder avvärjs oturen.
- Att krossa en spegel betyder sju års olycka. Slänga salt över axeln skrämmer bort oturen.
- Att spilla salt ger otur. Man bör genast kasta lite salt över vänster axel.
- Att kliva på en spricka i gatan ger otur.
- Om en ogift plockar sju eller nio sorters blomster under tystnad på midsommarafton och lägger under huvudkudden kommer personen att drömma om sin tillkommande. Ibland krävs det även att man ska hoppa över 7 eller 9 gärdsgårdar och plocka en blomma på varje fält.
- Att av någon anledning oavsiktligt/avsiktligt ha ihjäl en spindel innebär att det blir regn dagen efter.
- Att se en enstaka soldyrkare (kvalster) betyder tur.
- Att önska skådespelare "lycka till" inför en föreställning sägs ge motsatt effekt. En spark i baken är mer tursamt. En variant på engelska är "Break a leg!"
- Att på julaftonen ställa ut en tallrik risgrynsgröt runt husknuten åt hustomten, gör denne glad. Man ville hålla sig väl med "de små under jorden".
- Skåla i vatten ger otur.